# Poa prolixior
Poa prolixior är en gräsart som beskrevs av Alfred Barton Rendle. Poa prolixior ingår i släktet gröen, och familjen gräs. Inga underarter finns listade i Catalogue of Life.